# وكالة الأنباء القطرية
وكالة الأنباء القطرية أو اختصاراً (بالإنجليزية: QNA)‏ هي وكالة الأنباء الرسمية لدولة قطر. أنشئت الوكالة في 25 مايو / أيار 1975 بموجب المرسوم الأميري رقم 94 لسنة 1975م. كما ذكرت المادة الأولى للمرسوم أن تكون الوكالة تابعة لوزارة الإعلام ويكون الرئيس مسؤولا أمام وزير الإعلام مباشرة. يترأس الوكالة حالياً السيد أحمد سعيد جبر الرميحي.

## لمحة تاريخية
وتسعى الوكالة في هذا الإطار إلى تحقيق أهداف الإعلام والاستراتيجية الإعلامية الوطنية والقومية وخدمة قضاياها حيث تقوم بمتابعة الأخبار والنشاطات وفعاليات القطاعين الحكومي والخاص ونشرها وإبراز منجزات البلاد في شتى المجالات داخل الدولة وخارجها بكل الوسائل المتاحة.
مرت وكالة الأنباء القطرية منذ تاسيسها بمراحل عديدة كما طرأت عليها تغيرات منذ تأسيسها. أهم هذه التغيرات حدثت بصدور القرار الأميري في شهر سبتمبر عام 2007م والذي أدى إلى إعادة تنظيم وكالة الأنباء القطرية وتحديد اختصاصاتها ومهامها.

### وظائف
ذكرت ضمن وظائف وكالة الأنباء القطرية المهام الآتية:
1. أن تكون وكالة الأنباء القطرية هي المصدر الأول لأخبار المسؤولين والوزارات والهيئات والمؤسسات القطرية ولجميع الأحداث والفعاليات التي تشهدها دولة قطر.
2. العمل على أن تكون الوكالة أحد أهم المصادر خليجياً وعربياً ودولياً.
3. تبني إستراتيجية للإعلام الخارجي ترتكز على العمل للتعريف إعلاميا بدولة قطر في شتى الميادين على الساحتين الإقليمية والدولية.
4. إعداد الدراسات والبحوث والنشرات التخصصية التي تهم الرأي العام المحلي والعربي والدولي وإصدارها وتوزيعها وتسويقها.
5. إجراء استطلاعات الرأي واستخلاص اتجاهات الرأي العام المحلي والعربي والدولي وتصنيفها وإصدارها وتوزيعها وتسويقها، من خلال إصدار نشرات نوعية باللغات المختلفة.

### أهداف
-       التميز في تقديم الخدمات الصحفية وذلك بأن تكون وكالة الأنباء القطرية هي المصدر الموثوق للأخبار ذات الجودة العالية وسهلة المنال.
-       التميز في تقديم الخدمات للمراسلين المعتمدين في الدولة ومختلف المؤسسات الإعلامية المحلية والخارجية وتوفير المعلومات والتسهيلات لهم.
-       العمل على تعزيز التعاون وتوطيد الصلات وتوثيقها مع مختلف الأجهزة والشخصيات الإعلامية في الخارج.
-       تطوير قدرات العاملين في الوكالة والإعلاميين من داخل وخارج الوكالة من خلال تنظيم الدورات وورش العمل المتخصصة بما يساعد على رفع مستوى المهنة الإعلامية في الدولة.
-       العمل على خلق شراكات بناءة مع المؤسسات الصحفية والإعلامية في الداخل والخارج.
-       العمل على الاستغلال الأمثل للتكنولوجيا في تقديم الخدمات داخل الوكالة وفي أرشفة ونشر الأخبار.
-       التميز في تصوير الأحداث المحلية والدولية وإعدادها للتوزيع والتوثيق.

## عضوية
وكالة الأنباء القطرية عضو في اتحاد وكالات الأنباء العربية (فانا) التي تهدف إلى تعزيز العمل الإعلامي العربي لتصبح وكالات الأنباء العربية أكثر تطوراً من خلال التقنيات والتكنولوجيا التي تستخدمها. كما تتمتع ( قنا) بعضوية مجمع وكالات أنباء دول عدم الانحياز، وكذلك اتحاد أنباء منطقة جنوب شرق آسيا والباسيفيك، إضافة إلى أنها عضو في اتحاد وكالات الأنباء الإسلامية، وعضو رابطة الصحافة العالمية.

## هيكل الإدارة
صدر القرار الأميري رقم (50) لعام 2014م فيما يتعلق بتنظيم إدارة الوكالة الأنباء القطرية. طبقاً لهذا القرار، تحول هيكل إدارة الوكالة حيث أصبحت تتألف من:
- مكتب المدير العام،
- إدارة التدقيق الداخلي،
- إدارة التخطيط والجودة،
- إدارة الشؤون القانونية،
- إدارة العلاقات العامة والاتصال،
- إدارة الخدمات المشتركة،
- إدارة تحليل وتوثيق البيانات،
- إدارة التحرير والرصد الإعلامي،
- إدارة الأخبار،
- إدارة شؤون الإعلام الخارجي،
- إدارة الشؤون الفنية.[6]

## إدارات سابقة
1. السيد / عثمان أبو زيد (مدير ورئيس تحرير) 1975 -1980.
2. السيد / علي بن سعيد الكواري (مدير ورئيس تحرير) 1980-1994.
3. السيد / أحمد جاسم الحمر (مدير ورئيس تحرير) 1994-2007.
4. سعادة الشيخ / جبر بن يوسف آل ثاني (مدير عام) 2007-2011.
5. السيد/ أحمد سعد البوعينين (مدير عام )2011-2017.
6. السيد / يوسف إبراهيم المالكي (مدير عام) 2017 -2021.
7. السيد/ أحمد بن سعيد جبر الرميحي (مدير عام) 2021 - ما زال.

## حادثة الاختراق
في 24 مايو 2017 نشرت الوكالة تصريحات لأمير دولة قطر تميم بن حمد آل ثاني، ثم ادعت الوكالة أنه تعرض كلاً من موقعها الرسمي وحسابها على تويتر للقرصنة، وطلبت الوكالة من وسائل الإعلام تجاهل ما ورد من تصريحات قالت عنها أنها ملفقة ومنسوبة لأمير دولة قطر، وقالت إن موقعها تعرض لاختراق من جهة غير معروفة. ثم نسبت ذلك إلى دولة الإمارات، ونفت الإمارات ذلك، يجدر بالذكر أن التلفيزيون القطري الرسمي قد قام بنقل التصاريح المنسوبة لأمير قطر. في البداية، أشارت المعلومات الاستخبارية المزعومة التي جمعتها وكالات الأمن الأمريكية إلى أن قراصنة روس كانوا وراء الاختراق الذي أبلغ عنه القطريون لأول مرة. ومع ذلك، قال مسؤول أمريكي مطلع على التحقيق لصحيفة نيويورك تايمز إنه "لم يتضح ما إذا كان المتسللون تحت رعاية الدولة.

## وصلات خارجية
www.qna.org.qa/en